# Limenitis leucophthalma
Limenitis leucophthalma är en fjärilsart som beskrevs av Pierre André Latreille 1811. Limenitis leucophthalma ingår i släktet Limenitis och familjen praktfjärilar. Inga underarter finns listade i Catalogue of Life.